# لوئی-الکساندر برتیه
لوئی-الکساندر برتی‌یر (انگلیسی: Louis-Alexandre Berthier; ۲۰ نوامبر ۱۷۵۳ – ۱ ژوئن ۱۸۱۵)، شاهزاده وگرام و کانتون نوشاتل و فرمانده و مارشال امپراتوری اول فرانسه و رئیس دربار ناپلئون بود.